# Natalija Salagub
Natalija Salagub (belorusko Наталля Салагуб, Natallja Salagub; rusko Natalija Sologub), beloruska atletinja, * 31. marec 1975, Minsk, Sovjetska zveza.
Nastopila je na poletnih olimpijskih igrah v letih 2000 in 2004, obakrat je izpadla v prvem krogu štafete 4x400 m. Na svetovnih prvenstvih je osvojila bronasto medaljo v štafeti 4x100 m leta 2005, na svetovnih dvoranskih prvenstvih pa srebrni medalji v štafeti 4x400 m v letih 2004 in 2006. Leta 2001 je prejela dvoletno prepoved nastopanja zaradi dopinga.